# Bohdan Sylwestrowicz
Bohdan Sylwestrowicz (ur. 10 sierpnia 1912 w Jańczycach, na Podolu, zm. 16/19 kwietnia 1940 w Katyniu) – podporucznik artylerii Wojska Polskiego, kawaler Orderu Virtuti Militari, ofiara zbrodni katyńskiej.

## Życiorys
Syn Henryka i Janiny z Łuniewskich. Absolwent Państwowego Gimnazjum im. Joachima Lelewela w Wilnie, w 1930 zdał maturę. Studiował na Wydziale Wodnym Politechniki Warszawskiej. We wrześniu 1934 zgłosił się do odbycia jednorocznej ochotniczej służby wojskowej. Przez pierwszych dziesięć miesięcy uczył się w Szkole Podchorążych Rezerwy Artylerii we Włodzimierzu Wołyńskim, a następnie odbył dwumiesieczną praktykę w jednostce artylerii. W 1935 został przyjęty do Szkoły Podchorążych Artylerii w Toruniu. Na stopień podporucznika został mianowany ze starszeństwem z 1 października 1937 i 10. lokatą w korpusie oficerów artylerii. W marcu 1939 pełnił służbę w 1 pułku artylerii lekkiej Legionów w Wilnie na stanowisku dowódcy plutonu 2. baterii.
W kampanii wrześniowej walczył w 1 pal Leg., w składzie 1 Dywizji Piechoty Legionów. Bateria w której służył, została rozwiązana 14 września przez jej dowódcę, kpt. Stanisława Truszkowskiego. Wzięty do niewoli przez Sowietów w niewyjaśnionych okolicznościach, osadzony w Kozielsku. Został zamordowany między 16 a 19 kwietnia 1940 w lesie katyńskim. Figuruje na liście wywózkowej 032/3 z 14 kwietnia 1940, poz. 92.
5 października 2007 minister obrony narodowej Aleksander Szczygło mianował go pośmiertnie na stopień porucznika. Awans został ogłoszony 9 listopada 2007, w Warszawie, w trakcie uroczystości „Katyń Pamiętamy – Uczcijmy Pamięć Bohaterów”.

## Ordery i odznaczenia
- Krzyż Srebrny Orderu Virtuti Militari nr 12312[7]